# Münster (regierungsbezirk)
Münster eller Regierungsbezirk Münster er et af fem regierungsbezirke i den tyske delstat Nordrhein-Westfalen.

## Geografi
Regierungsbezirk Münster ligger i det område, der i ældre tid blev kaldt Münsterland, og som er hjemsted for et usædvanligt stort antal middelalderborge. Det ligger i den nordvestlige del af Nordrhein-Westfalen.

### Landkreise og kreisfrie byer
Regierungsbezirk Münster består af fem landkreise med i alt 75 kommuner samt tre kreisfrie byer.
| Landkreise                                                                                      | Kreisfrie byer                         |
| ----------------------------------------------------------------------------------------------- | -------------------------------------- |
| 1. Kreis Borken 2. Kreis Coesfeld 3. Kreis Recklinghausen 4. Kreis Steinfurt 5. Kreis Warendorf | 1. Bottrop 2. Gelsenkirchen 3. Münster |

52°00′N 7°30′Ø / 52°N 7.5°Ø
|  | Infoboks uden skabelon Denne artikel har en infoboks dannet af en tabel eller tilsvarende. |